# Dubová (Miřetice)
Dubová (německy Dubowa) je malá vesnice, část obce Miřetice v okrese Chrudim. Nachází se asi 1 km na východ od Miřetic. Mezi těmito vesnicemi protéká řeka Ležák, která napájí rybník Petráň. Voda protéká do Hořičky a Žďáru, odkud se nadbytečná voda opět vrací do Ležáku. Prochází zde silnice II/337. V roce 2009 zde bylo evidováno 32 adres. V roce 2001 zde trvale žilo 49 obyvatel a v roce 2015 bylo evidováno 51 obyvatel. V okolí obce se nachází spousta rozsáhlých smíšených lesů, z nichž některé jsou součástí CHKO Železné hory. Do části Dubové zasahuje havlovický rybník Petráň, je využívaný jako chovný. Ve středu obce je malá náves, kde stojí pieta z roku 1900, kterou obklopují dvě stoleté lípy. Dubová leží v katastrálním území Havlovice u Miřetic o výměře 2,61 km2.

## Lom Dubová
V Dubové je lom se stejnojmenným názvem Dubová, kde se těžila žula ve 2. polovině 19. století a stala se tak zdrojem obživy většiny tehdejších obyvatel vesnice. V současné době je lom zatopený a slouží zejména k rekreaci a potápění.

## Galerie

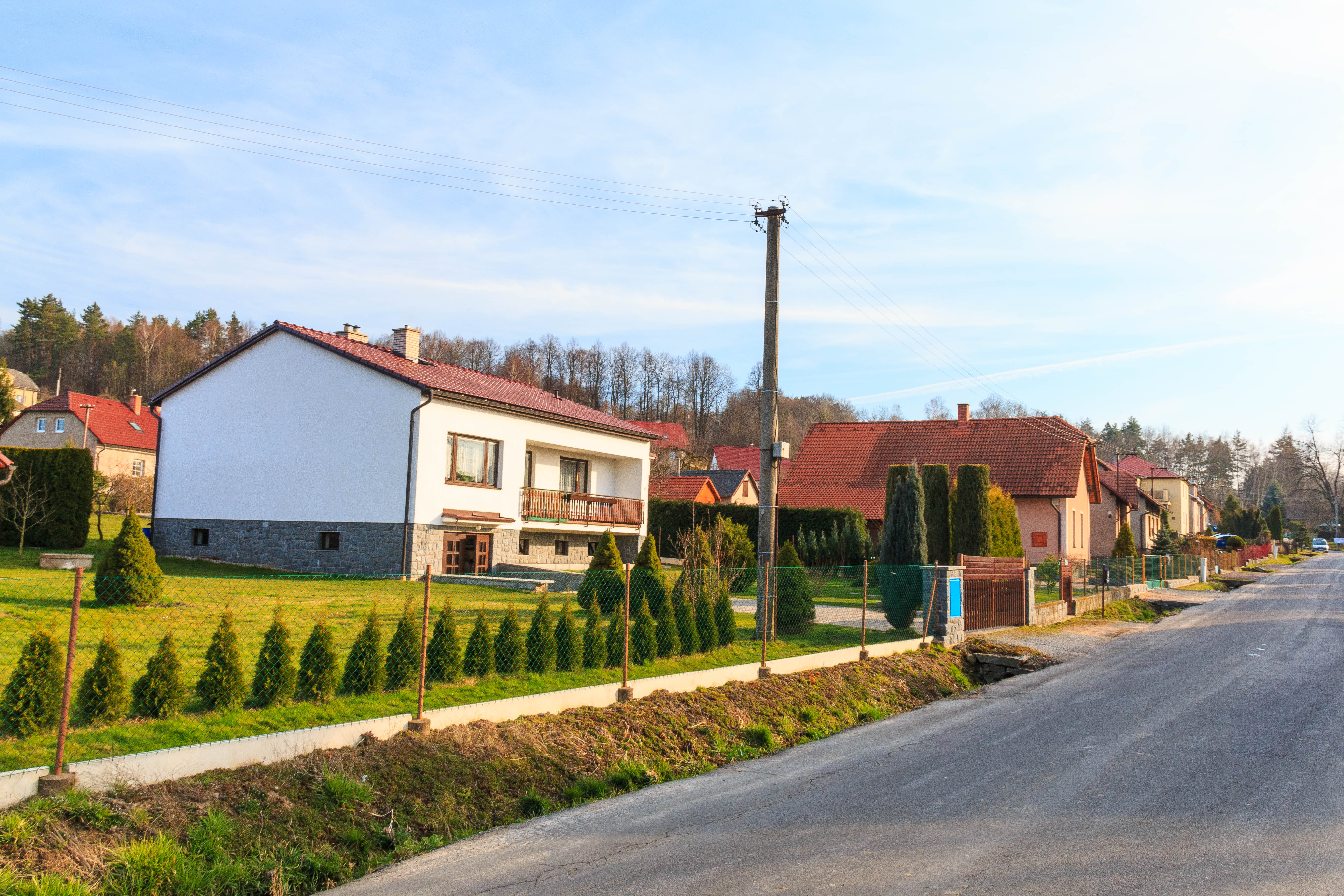
Dubová čp. 10
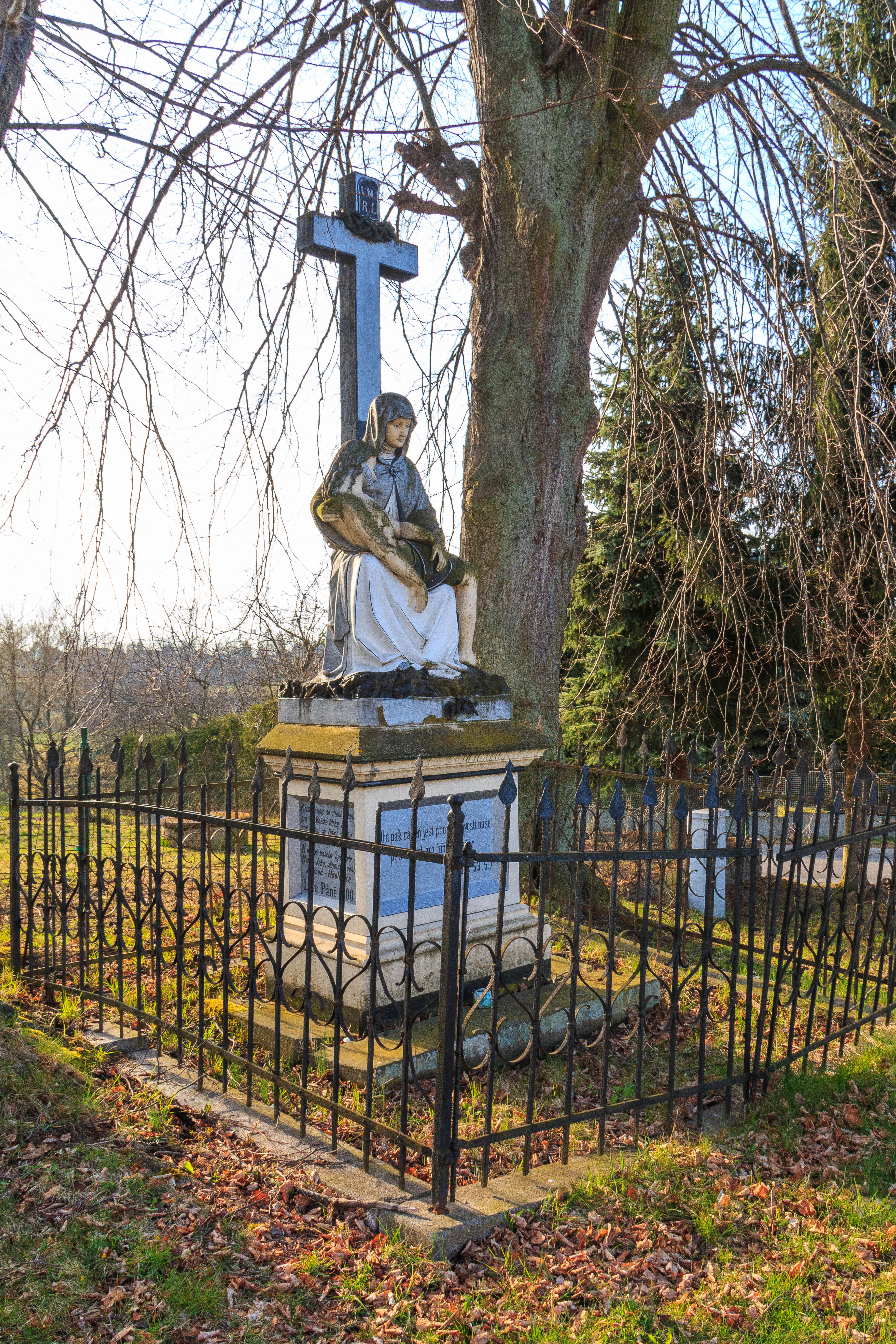
Pieta v Dubové
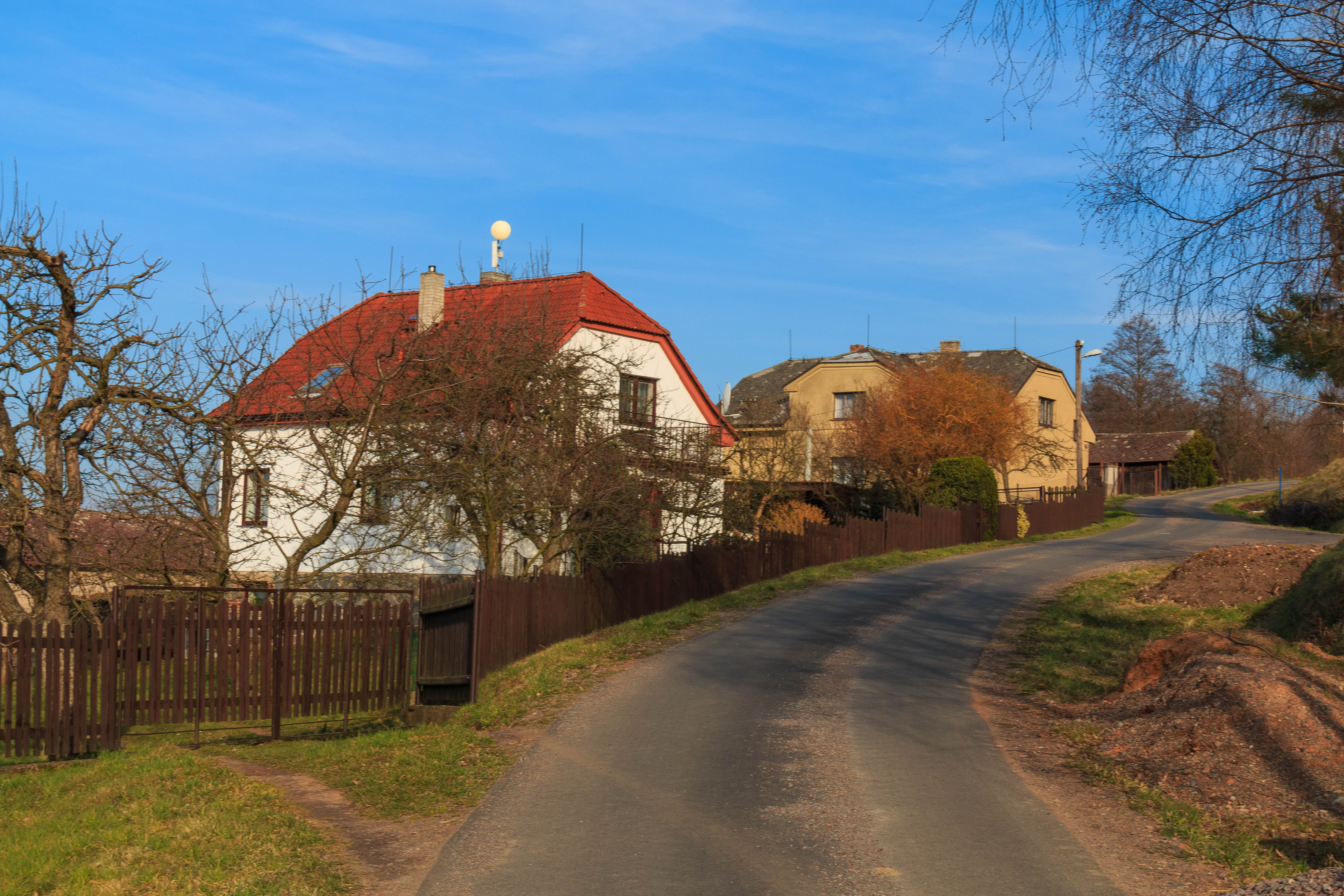
Dubová čp. 20
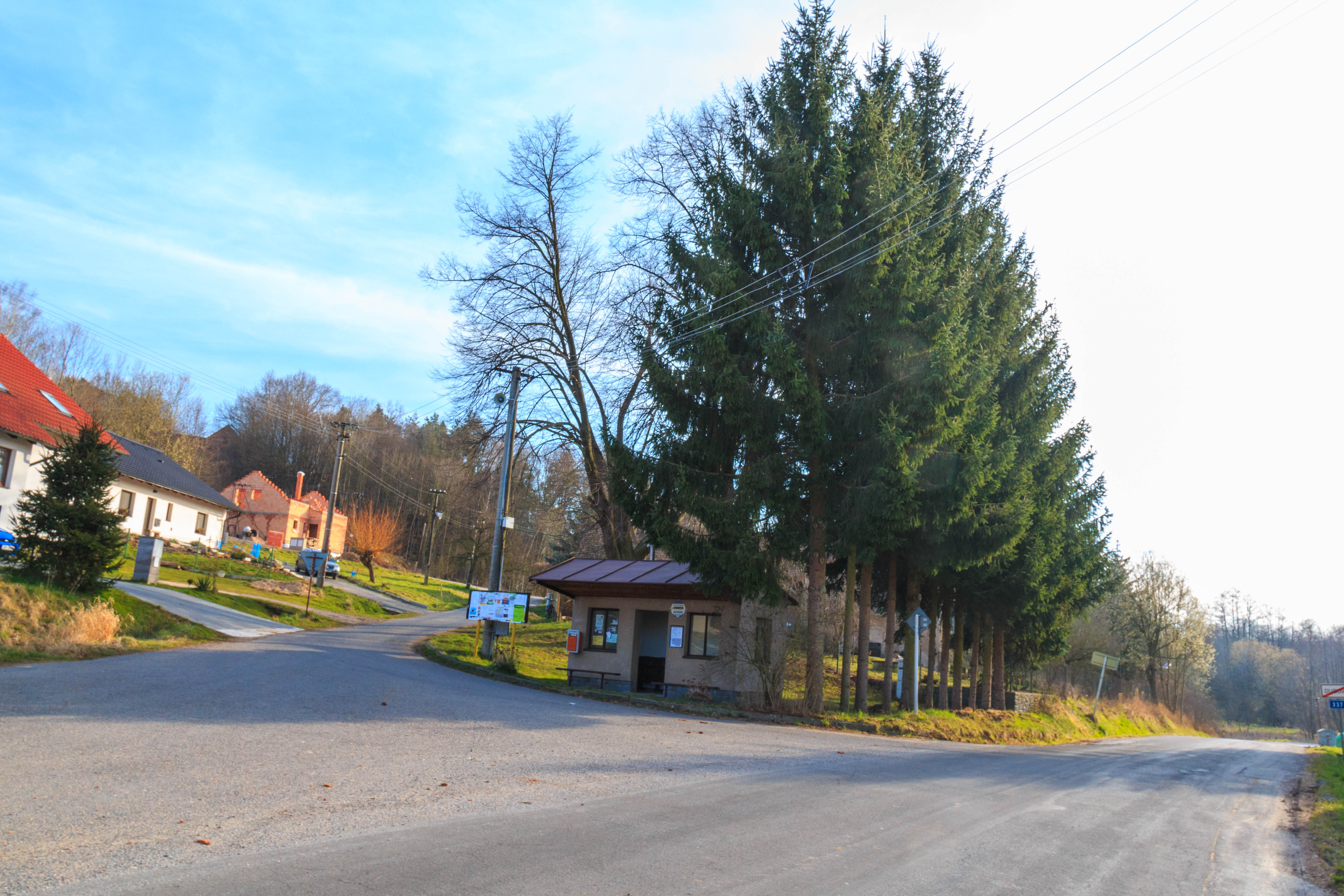
Dubová zastávka